# Rural Youth Europe
Rural Youth Europe e.V. (vorher bekannt geworden unter dem Namen ECYF4HC – "European Committee for Young Farmers and 4H Clubs") ist eine europäische Nicht-Regierungs-Organisation für die ländliche Jugend.

## Organisation
"Rural Youth Europe" umschließt einige Regionen Europas. Diese gliedern sich in:
- Gruppe I (Großbritannien und Irland)
- Gruppe II (Zentraleuropa)
- Gruppe III (Skandinavien)
- Gruppe IV (Osteuropa)

Sie werden repräsentiert durch vier Vorstandsmitglieder, die gemeinsam mit dem Präsidenten, Vizepräsidenten und dem Sekretariat der Organisation arbeiten.

### Zusammensetzung
Rural Youth Europe hat 500.000 Mitglieder die Teil sind der:
- "Rural youth"-Organisationen (z. B.: Landjugend) die sich mit Fragen beschäftigen die sowohl junge Landwirte als auch andere junge Menschen betreffen die auf dem Land leben
- "Young farmers"-Organisationen, die ursprünglich meist im Bereich der Agrarkultur tätig waren, nun aber sehr stark mit Angelegenheiten der Jugend aus ländlichen Gegenden beschäftigt sind.
- "4H"-Organisationen, die Aktivitäten in den Bereichen der Agrarwirtschaft, Hauswirtschaft, Handwerk, Geschäftsführung, Natur und Freizeit für Kinder und Jugendliche anbieten. 4H steht dabei für "Head", "Heart", "Hands" und "Health" (übersetzt: Kopf, Herz, Hände und Gesundheit).